# 삽교중학교
삽교중학교(揷橋中學校)는 대한민국 충청남도 예산군 삽교읍 두리에 있는 공립 중학교이다.

## 학교 연혁
- 1954년 7월 22일 : 삽교중학교 설립 인가
- 1954년 10월 5일 : 삽교중학교 개교
- 2011년 3월 3일 : 덕문관 신축 준공
- 2024년 1월 8일 : 제69회 졸업식(24명, 총 졸업생 13,600명)
- 2024년 3월 4일 : 제72회 입학식(21명 입학)
- 2024년 9월 1일 : 제33대 김윤숙 교장 취임

## 참고 자료
- 삽교중학교 - 한국교육학술정보원 학교알리미